# Ільченко Георгій Михайлович
Гео́ргій Миха́йлович І́льченко (18 серпня 1956, Яблунівка — 31 грудня 2006) — український дипломат. Надзвичайний та Повноважний Посол України.

## Біографія
Народився 18 серпня 1956 року в селі Яблунівка Прилуцького району Чернігівської області.
Виконував обов'язки начальника Консульського управління Міністерства закордонних справ України.
З серпня 1999 по грудень 2003 рр. — Генеральний консул України в Республіці Кіпр (Нікосія).
З 26 червня 2006 — Надзвичайний та Повноважний Посол України в Об'єднаних Арабських Еміратах.

Могила Георгія Ільченка

Помер 31 грудня 2006 року. Похований в Києві на Байковому кладовищі (ділянка № 33).